# Сан-Антоніо Сперс
«Сан-Антоніо Сперс» (англ. San Antonio Spurs) — професійна баскетбольна команда, заснована у 1967, розташована в місті Сан-Антоніо в штаті Техас. Команда є членом Південно-західного дивізіону Західної конференції Національної баскетбольної асоціації.
Домашнім полем для «Сперс» є Ей-Ті-енд-Ті(AT&T)-центр.

## Статистика
В = Виграші, П = Програші, П% = Процент виграних матчів
| Сезон                   | В    | П    | П%   | Плейоф | Результати                                                                                                 |
| ----------------------- | ---- | ---- | ---- | --- | --- |
| Даллас Чапарралс (АБА)  |      |      |      | | |
| 1967-68                 | 46   | 32   | .590 | Виграли в першому раунді Програли в півфіналі АБА                                                           | Даллас 3, Х’юстон 0 Новий Орлеанс 4, Даллас 1                                                              |
| 1968-69                 | 41   | 37   | .526 | Програли в першому раунді                                                                                   | Новий Орлеанс 4, Даллас 3                                                                                  |
| 1969-70                 | 45   | 39   | .536 | Програли в першому раунді                                                                                   | Лос-Анджелес 4, Даллас 2                                                                                   |
| Техас Чапарралс (АБА)   |      |      |      | | |
| 1970-71                 | 30   | 54   | .357 | Програли в першому раунді                                                                                   | Юта 4, Техас 0                                                                                             |
| Даллас Чапарралс (АБА)  |      |      |      | | |
| 1971-72                 | 42   | 42   | .500 | Програли в першому раунді                                                                                   | Юта 4, Даллас 0                                                                                            |
| 1972-73                 | 28   | 56   | .333 | | |
| Сан-Антоніо Сперс (АБА) |      |      |      | | |
| 1973-74                 | 45   | 39   | .536 | Програли в першому раунді                                                                                   | Індіана 4, Сан-Антоніо 3                                                                                   |
| 1974-75                 | 51   | 33   | .607 | Програли в першому раунді                                                                                   | Індіана 4, Сан-Антоніо 2                                                                                   |
| 1975-76                 | 50   | 34   | .595 | Програли в першому раунді                                                                                   | New York 4, Сан-Антоніо 3                                                                                  |
| Сан-Антоніо Сперс (НБА) |      |      |      | | |
| 1976-77                 | 44   | 38   | .537 | Програли в першому раунді                                                                                   | Бостон 2, Сан-Антоніо 0                                                                                    |
| 1977-78                 | 52   | 30   | .634 | Програли в півфіналі конференції                                                                            | Вашингтон 4, Сан-Антоніо 2                                                                                 |
| 1978-79                 | 48   | 34   | .585 | Виграли в півфіналі конференції Програли в фіналі конференції                                               | Сан-Антоніо 4, Філадельфія 3 Вашингтон 4, Сан-Антоніо 3                                                    |
| 1979-80                 | 41   | 41   | .500 | Програли в першому раунді                                                                                   | Х’юстон 2, Сан-Антоніо 1                                                                                   |
| 1980-81                 | 52   | 30   | .634 | Програли в півфіналі конференції                                                                            | Х’юстон 4, Сан-Антоніо 3                                                                                   |
| 1981-82                 | 48   | 34   | .585 | Виграли в півфіналі конференції Програли в фіналі конференції                                               | Сан-Антоніо 4, Сієтл 1 Лос-Анджелес 4, Сан-Антоніо 0                                                       |
| 1982-83                 | 53   | 29   | .646 | Виграли в півфіналі конференції Програли в фіналі конференції                                               | Сан-Антоніо 4, Денвер Наггетс 1 Лос-Анджелес 4, Сан-Антоніо 2                                              |
| 1983-84                 | 37   | 45   | .451 | | |
| 1984-85                 | 41   | 41   | .500 | Програли в першому раунді                                                                                   | Денвер Наггетс 3, Сан-Антоніо 2                                                                            |
| 1985-86                 | 35   | 47   | .427 | Програли в першому раунді                                                                                   | Лос-Анджелес 3, Сан-Антоніо 0                                                                              |
| 1986-87                 | 28   | 54   | .341 | | |
| 1987-88                 | 31   | 51   | .378 | Програли в першому раунді                                                                                   | Лос-Анджелес 3, Сан-Антоніо 0                                                                              |
| 1988-89                 | 21   | 61   | .256 | | |
| 1989-90                 | 56   | 26   | .683 | Виграли в першому раунді Програли в півфіналі конференції                                                   | Сан-Антоніо 3, Денвер Наггетс 0 Портленд 4, Сан-Антоніо 3                                                  |
| 1990-91                 | 55   | 27   | .671 | Програли в першому раунді                                                                                   | Голден-Стейт 3, Сан-Антоніо 1                                                                              |
| 1991-92                 | 47   | 35   | .573 | Програли в першому раунді                                                                                   | Фінікс 3, Сан-Антоніо 0                                                                                    |
| 1992-93                 | 49   | 33   | .598 | Виграли в першому раунді Програли в півфіналі конференції                                                   | Сан-Антоніо 3, Портленд 1 Фінікс 4, Сан-Антоніо 2                                                          |
| 1993-94                 | 55   | 27   | .671 | Програли в першому раунді                                                                                   | Юта 3, Сан-Антоніо 1                                                                                       |
| 1994-95                 | 62   | 20   | .756 | Виграли в першому раунді Виграли в півфіналі конференції Програли в фіналі конференції                      | Сан-Антоніо 3, Денвер Наггетс 0 Сан-Антоніо 4, Лос-Анджелес 2 Х’юстон 4, Сан-Антоніо 2                     |
| 1995-96                 | 59   | 23   | .720 | Виграли в першому раунді Програли в півфіналі конференції                                                   | Сан-Антоніо 3, Фінікс 1 Юта 4, Сан-Антоніо 2                                                               |
| 1996-97                 | 20   | 62   | .244 | | |
| 1997-98                 | 56   | 26   | .683 | Виграли в першому раунді Програли в півфіналі конференції                                                   | Сан-Антоніо 3, Фінікс 1 Юта 4, Сан-Антоніо 1                                                               |
| 1998-99                 | 37   | 13   | .740 | Виграли в першому раунді Виграли в півфіналі конференції Виграли в фіналі конференції Виграли у Фіналі НБА  | Сан-Антоніо 3, Міннесота 1 Сан-Антоніо 4, ЛА Лейкерс 0 Сан-Антоніо 4, Портленд 0 Сан-Антоніо 4, Нью-Йорк 1 |
| 1999-00                 | 53   | 29   | .646 | Програли в першому раунді                                                                                   | Фінікс 3, Сан-Антоніо 1                                                                                    |
| 2000-01                 | 58   | 24   | .707 | Виграли в першому раунді Виграли в півфіналі конференції Програли в фіналі конференції                      | Сан-Антоніо 3, Міннесота 1 Сан-Антоніо 4, Даллас 1 ЛА Лейкерс 4, Сан-Антоніо 0                             |
| 2001-02                 | 58   | 24   | .707 | Виграли в першому раунді Програли в півфіналі конференції                                                   | Сан-Антоніо 3, Сієтл 2 Лос-Анджелес 4, Сан-Антоніо 1                                                       |
| 2002-03                 | 60   | 22   | .732 | Виграли в першому раунді Виграли в півфіналі конференції Виграли в фіналі конференції Виграли у Фіналі НБА  | Сан-Антоніо 4, Фінікс 2 Сан-Антоніо 4, Лос-Анджелес 2 Сан-Антоніо 4, Даллас 2 Сан-Антоніо 4, Нью-Джерсі 2  |
| 2003-04                 | 57   | 25   | .695 | Виграли в першому раунді Програли в півфіналі конференції                                                   | Сан-Антоніо 4, Мемфіс 0 Лос-Анджелес 4, Сан-Антоніо 2                                                      |
| 2004-05                 | 59   | 23   | .720 | Виграли в першому раунді Виграли в півфіналі конференції Виграли в фіналі конференції Виграли у Фіналі НБА  | Сан-Антоніо 4, Денвер Наггетс 1 Сан-Антоніо 4, Сієтл 2 Сан-Антоніо 4, Фінікс 1 Сан-Антоніо 4, Детройт 3    |
| 2005-06                 | 63   | 19   | .768 | Виграли в першому раунді Програли в півфіналі конференції                                                   | Сан-Антоніо 4, Кінґс 2 Даллас 4, Сан-Антоніо 3                                                             |
| 2006-07                 | 58   | 24   | .707 | Виграли в першому раунді Виграли у півфіналі конференції Виграли у фіналі конференції Виграли у Фіналі НБА  | Сан-Антоніо 4, Денвер 1 Сан-Антоніо 4 Фінікс 2 Сан-Антоніо 4 Юта 1 Сан-Антоніо 4 Клівленд 0                |
| 2007-08                 | 56   | 26   | .683 | Виграли в першому раунді Виграли у півфіналі конференції Програли у фіналі конференції                      | Сан-Антоніо 4, Фінікс 1 Сан-Антоніо 4 Нью-Орлінс 3 Лейкерс 4 Сан-Антоніо 1                                 |
| 2008-09                 | 54   | 28   | .659 | Програли в першому раунді                                                                                   | Даллас 4 Сан-Антоніо 1                                                                                     |
| 2009-10                 | 50   | 32   | .610 | Виграли в першому раунді Програли у півфіналі конференції                                                   | Сан-Антоніо 4, Даллас 2 Фінікс 4 Сан-Антоніо 0                                                             |
| 2010-11                 | 61   | 21   | .744 | Програли в першому раунді                                                                                   | Мемфіс 4 Сан-Антоніо 2                                                                                     |
| 2011-12                 | 50   | 16   | .758 | Виграли в першому раунді Виграли у півфіналі конференції Програли у фіналі конференції                      | Сан-Антоніо 4, Юта 0 Сан-Антоніо 4 Кліпперс 0 Оклахома-Сіті 4 Сан-Антоніо 2                                |
| 2012-13                 | 58   | 24   | .707 | Виграли в першому раунді Виграли у фіналі конференції Виграли у півфіналі конференції Програли у фіналі НБА | Сан-Антоніо 4, Лейкерс 0 Сан-Антоніо 4 Голден-Стейт 2 Сан-Антоніо 4 Мемфіс 0 Маямі 4 Сан-Антоніо 3         |
| 2013-14                 | 62   | 20   | .756 | Виграли в першому раунді Виграли у півфіналі конференції Виграли у фіналі конференції Виграли у Фіналі НБА  | Сан-Антоніо 4, Даллас 3 Сан-Антоніо 4 Портланд 1 Сан-Антоніо 4 Оклахома -Сіті 2 Сан-Антоніо 4 Маямі 1      |
| 2014–15                 | 55   | 27   | .671 | Програли в першому раунді                                                                                   | Кліпперс 4 Сан-Антоніо 3                                                                                   |
| 2015–16                 | 67   | 15   | .817 | Виграли в першому раунді Програли в півфіналі конференції                                                   | Сан-Антоніо 4, Мемфіс 0 Оклахома-Сіті 4 Сан-Антоніо 2                                                      |
| 2016–17                 | 61   | 21   | .744 | Виграли в першому раунді Виграли у півфіналі конференції Програли у фіналі конференції                      | Сан-Антоніо 4, Мемфіс 2 Сан-Антоніо 4, Х'юстон 2 Голден Стейт 4 Сан-Антоніо 0                              |
| 2017–18                 | 47   | 35   | .573 | Програли в першому раунді                                                                                   | Голден Стейт 4 Сан-Антоніо 1                                                                               |
| 2018–19                 | 48   | 34   | .585 | Програли в першому раунді                                                                                   | Денвер 4 Сан-Антоніо 3                                                                                     |
| 2019–2020               | 32   | 39   | .451 | | |
| 2020–2021               | 33   | 39   | .458 | | |
| 2021–2022               | 34   | 48   | .415 | | |
| 2022–2023               | 22   | 60   | .268 | | |
| 2023–2024               | 22   | 60   | .268 | | |
| Сума                    | 2683 | 1928 | .582 | | |
| Плейоф                  | 239  | 213  | .529 | 5 чемпіонств                                                                                                | |